# Amalia Koutsouri-Voureka
Amalia Koutsouri-Voureka, plus connue sous le nom de Lady Fleming, née à Constantinople le 28 juin 1912 et morte le 26 février 1986, est un médecin et une femme politique grecque. Elle fut députée du PASOK et milita contre la junte des colonels.

## Biographie
Amalia Koutsouri-Voureka fut aussi la deuxième et dernière épouse d'Alexander Fleming, découvreur de la pénicilline, qu'elle avait rencontré lors d'études post-universitaires en Angleterre et qu'elle épousa en 1953, soit deux ans avant la mort de Fleming. Amalia Fleming voulait à l'origine être écrivain, mais son père l'obligea à faire des études de médecine.